# Ehemaliges Amtshaus Denklingen
Das ehemalige Amtshaus ist ein denkmalgeschütztes Profangebäude in Denklingen, einer Ortschaft in Reichshof im Oberbergischen Kreis (Nordrhein-Westfalen).

## Geschichte und Architektur
Der verputzte, zweigeschossige Bruchsteinbau stammt im Kern vom 15. und 16. Jahrhundert. Im 17. Jahrhundert wurde er mehrfach umgebaut und mit einem gebrochenen Walmdach versehen. Im Inneren führt eine hölzerne Wendeltreppe vom Erdgeschoss bis in den Dachraum. Die Spindel ist aus einem einzigen Baumstamm gehauen. Vom Befestigungssystem der ehemaligen Wasserburg sind im Süden noch Reste vom Wall und von der Mauer erhalten. Darauf steht ein Fachwerkpavillon vom 18. Jahrhundert. Nördlich liegt der Mühlenteich der ehemaligen Zwangsmühle und östlich das zu Wohnzwecken umgebaute Torhaus von 1698.